# Szocsho állomás
A Szocsho (Seocho) állomás a szöuli metró 2-es vonalának állomása; Szöul Szocsho-ku (Seocho-gu) kerületében található.

## Viszonylatok
| 2-es vonal                               | 2-es vonal | 2-es vonal                                                        |
| ---------------------------------------- | ---------- | ----------------------------------------------------------------- |
| Tanítóképző (külső oldal) Városháza felé | fő vonal   | Pangbe (Bangbae) (belső oldal) Cshungdzsongno (Chungjeongno) felé |